# Hardcore Heaven 2000
Hardcore Heaven 2000 è stato un pay-per-view di wrestling prodotto dalla Extreme Championship Wrestling. Si svolse il 14 maggio 2000 al The Rave di Milwaukee, Wisconsin. Fu l'ultima edizione della serie di eventi denominata Hardcore Heaven.
Il main event originale della serata sarebbe dovuto essere un match dove Justin Credible avrebbe difeso il World Heavyweight Championship contro Tommy Dreamer e Lance Storm in un three-way dance ma Credible si rifiutò di difendere la cintura con Dreamer e minacciò di gettarla in un bidone della spazzatura tanto da spingere Paul Heyman ad escludere Dreamer dall'incontro.

## Risultati

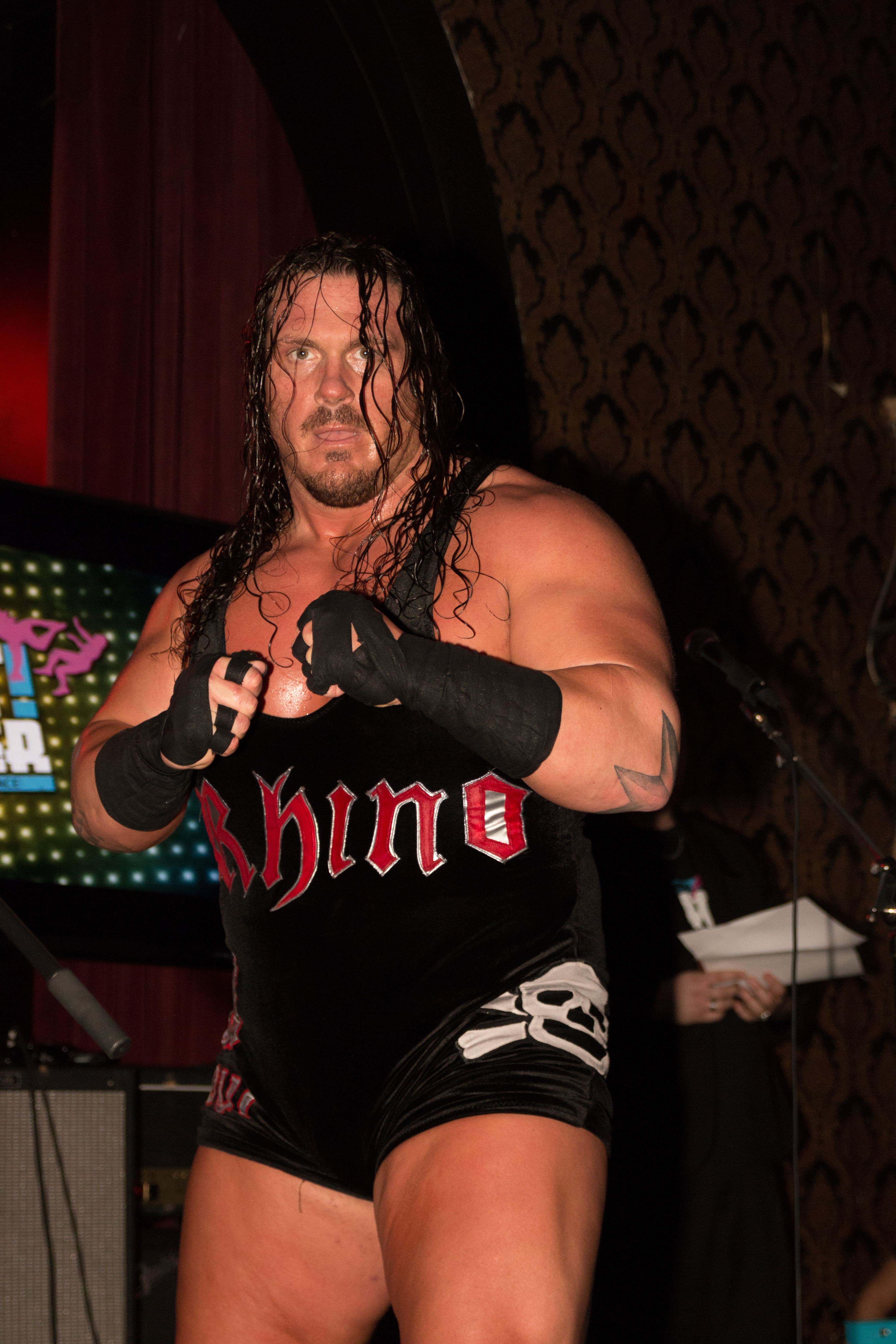
Rhino difese il titolo World Television Champion contro The Sandman all'evento

| Risultato | Stipulazione                                          | Durata |
| --- | ----------------------------------------------------- | ------ |
| Masato Tanaka sconfisse Balls Mahoney | Single match                                          | 09:15  |
| Little Guido (con Sal E. Graziano) sconfisse Mikey Whipwreck (con The Sinister Minister) e Simon Diamond (con Mitch, Prodigy, Prodigette e The Musketeer) | Three-Way Dance match                                 | 07:15  |
| Kid Kash sconfisse C. W. Anderson (con Lou E. Dangerously, Billy Wiles ed Elektra)                                                                        | Single match                                          | 05:57  |
| Nova & Chris Chetti sconfissero Da Baldies (Angel & Tony DeVito), e Danny Doring & Roadkill                                                               | Three-Way Dance match                                 | 06:32  |
| New Jack sconfisse Angel (con Vic Grimes e Tony DeVito)                                                                                                   | Single match                                          | 09:00  |
| Yoshihiro Tajiri sconfisse Steve Corino (con Jack Victory)                                                                                                | Single match                                          | 10:22  |
| Rhino (c) sconfisse The Sandman | Single match per l'ECW World Television Championship  | 06:15  |
| Jerry Lynn sconfisse Rob Van Dam (con Bill Alfonso e Scotty Anton)                                                                                        | Single match                                          | 19:54  |
| Justin Credible (c) (con Francine) sconfisse Lance Storm (con Dawn Marie)                                                                                 | Single match per l'ECW World Heavyweight Championship | 12:28  |